# Børnegigt
Børnegigt eller børneleddegigt (juvenil idiopatisk arthritis, JIA) er er et samlebegreb for flere kroniske ledsygdomme hos børn.
Det er en sjælden sygdom, som ofte forekommer hos mindre børn og ikke forsvinder igen. Det kan også forekomme hos større børn og unge, men der er det sjældnere. Sygdommen giver stort besvær for det enkelte individ, da børnegigt ofte spreder sig, og mange ender med at have det i størstedelen af kroppen; nogle ender med at sidde i kørestol i perioder.